# Csapi
Csapi là một thị trấn thuộc hạt Zala, Hungary. Thị trấn này có diện tích 10,11 km², dân số năm 2010 là 180 người, mật độ 18 người/km².